# HD 103974
HD 103974，又名CD-40 7041，SAO 223139、HR 4577，是一颗恒星，视星等为6.79，位于銀經292.24，銀緯20.82，其B1900.0坐标为赤經11h 53m 15.5s，赤緯-40° 20.82′ 28″。